# Visina
Visina  je mjera okomite udaljenosti. Mjeri se po okomitoj osi od početne do željene točke.
U svakodnevnom govoru, visina ima dva značenja. Prvo je koliko je netko ili nešto visoko (npr. zgrada je visoka 50 m), a drugo koliko je nešto iznad nečega (npr. zrakoplov leti na visini 10 000 m iznad zemlje). Visina mjerena iznad morske razine, zove se nadmorska visina. Kod opisivanja zemljopisnih objekata, kao što su planine, na topografskoj karti, područja jednake visine označene su izohipsama, a vrhovi planina točkom uz koje je oznaka visine u metrima. Altituda je visina nekog mjesta iznad zadane razine (razine mora, Zemljine površine). 
U matematici, visina je treća dimenzija uz dužinu i širinu.
Visinu ljudi proučava antropometrija. Visina ovisi o genetici, načinu života, prehrani, zdravom okruženju. Može poslužiti kao pokazatelj razvoja, ali nije posve pouzdana. 
U zrakoplovstvu, visinomjer je instrument koji mjeri visinu leta zrakoplova. Obzirom na neravnine Zemljinog tla, razlikuju se apsolutna i relativna visina. Pod apsolutnom visinom leta podrazumijeva se okomita udaljenost između zrakoplova i površine mora (nadmorska visina), dok relativnu visinu predstavlja visina zrakoplova iznad terena preko kojeg leti.